# Автошлях Т 2550
Автошля́х Т 2550 — автомобільний шлях територіального значення у Чернігівській області. Пролягає територією Новгород-Сіверського району через Лоску — Орлівку. Загальна довжина — 9,1 км.

## Маршрут
Автошлях проходить через такі населені пункти:
| Автошлях Т 2550           |     |
| Чернігівська область      |     |
| Новгород-Сіверський район |     |
| Лоска                     | Н27 |
| Орлівка                   |     |